# Tafalisca claudicans
Tafalisca claudicans är en insektsart som först beskrevs av Brunner von Wattenwyl 1893.  Tafalisca claudicans ingår i släktet Tafalisca och familjen syrsor. Inga underarter finns listade i Catalogue of Life.